# Villa Joana
La Villa Joana est une ancienne masía du district de Sarrià - Sant Gervasi à Barcelone. Située sur une colline, dans le Parc de Collserola, elle présente une tour mirador et des galeries latérales. Un élément caractéristique est l'horloge sur la façade principale. 

## Histoire
La villa Joana a été une des masias les plus importantes de Vallvidrera. Documentée depuis le XVIe siècle, elle a été acquise au XIXe siècle par la famille Miralles, qui l'a complètement transformée et lui a donné un caractère résidentiel et le nom de Villa Joana. En mai 1902, Ramón Miralles a accueilli le poète Jacint Verdaguer lorsque les médecins lui ont recommandé l'air de la montagne pour lutter contre sa tuberculose. Verdaguer est mort dans cette maison le 10 juin de cette année.

## Écoles Vilajoana
À partir de 1920 les écoles spécialisées se sont installées dans la Villa Joana,  profitant des avantages qu'elle offrait en matière hygiéniste dans son environnement naturel. En 1920, la Mairie de Barcelone a acheté la propriété à la famille Miralles et a habilité la maison comme école d'éducation spéciale, les Ecoles Vilajoana,,,. 
L'école de sourds-muets et aveugles a ainsi profité du site : l'école de sourds muets est demeurée dans la Villa Joana jusqu'en 1925 et celle d'aveugles jusqu'en 1954. En 1973 cette école a été déplacé dans un nouveau bâtiment.

## Musée
En 1962 la Mairie de Barcelone a souhaité convertir la villa en musée consacré à la mémoire de Jacinto Verdaguer comme centre lié au Musée d'Histoire de Barcelone. Le déplacement de l'école, en 1973, a facilité le plein développement du musée,.

En 2014 la villa a été réhabilitée, et son contenu muséographique totalement renouvelé. Le musée (MUHBA Villa Joana) a ouvert de nouveau ses portes au public en juin 2016. 

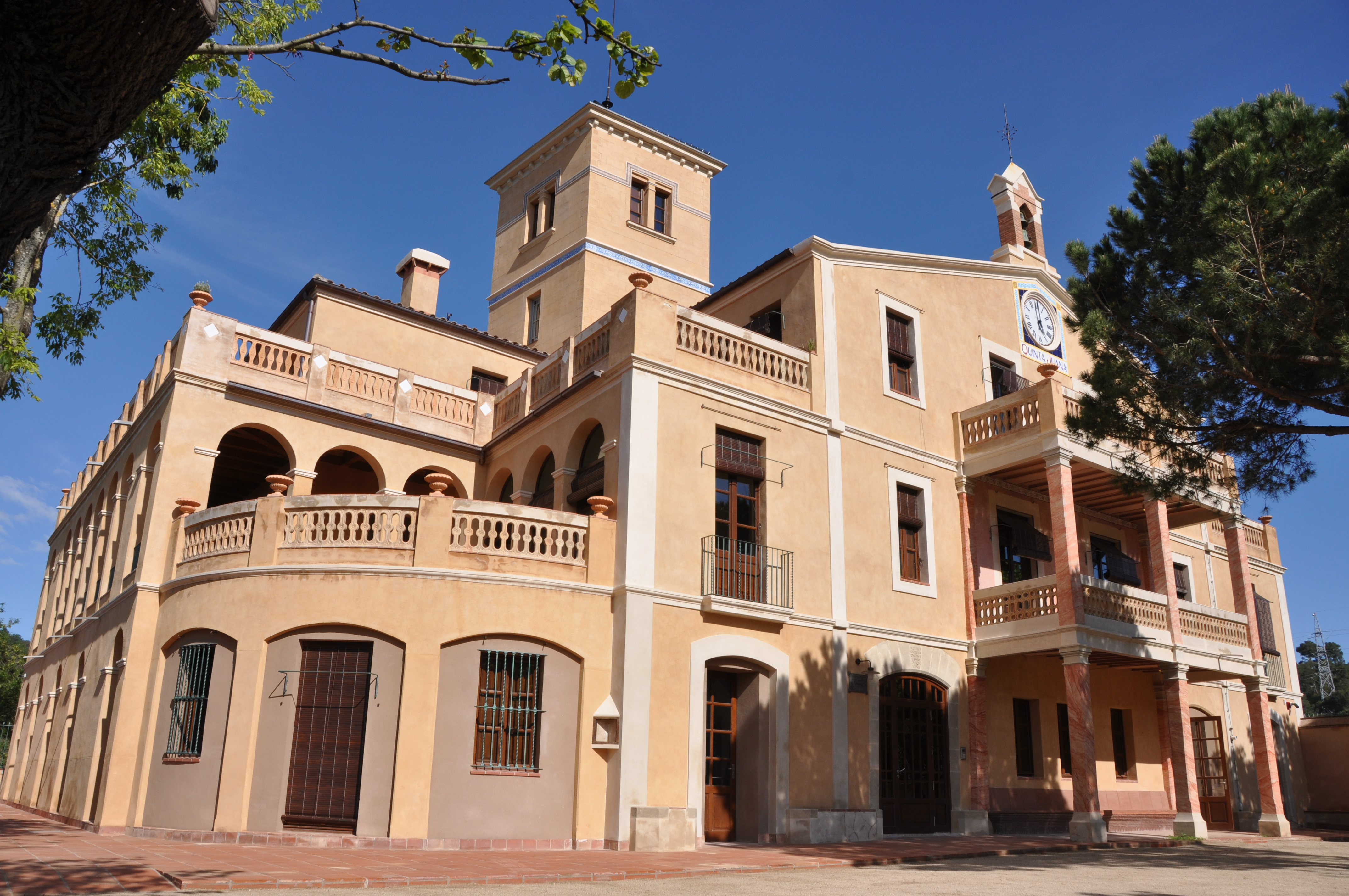
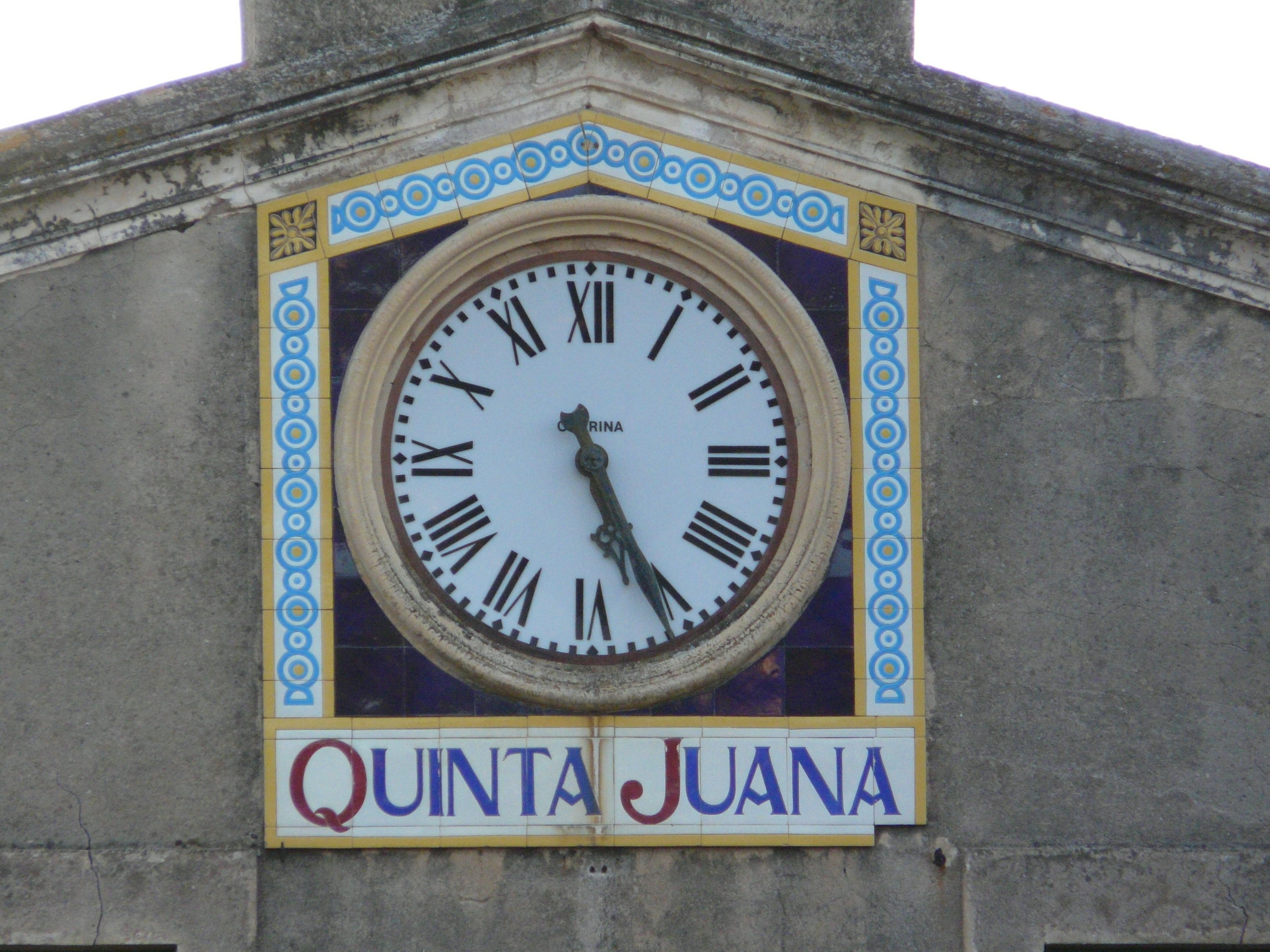
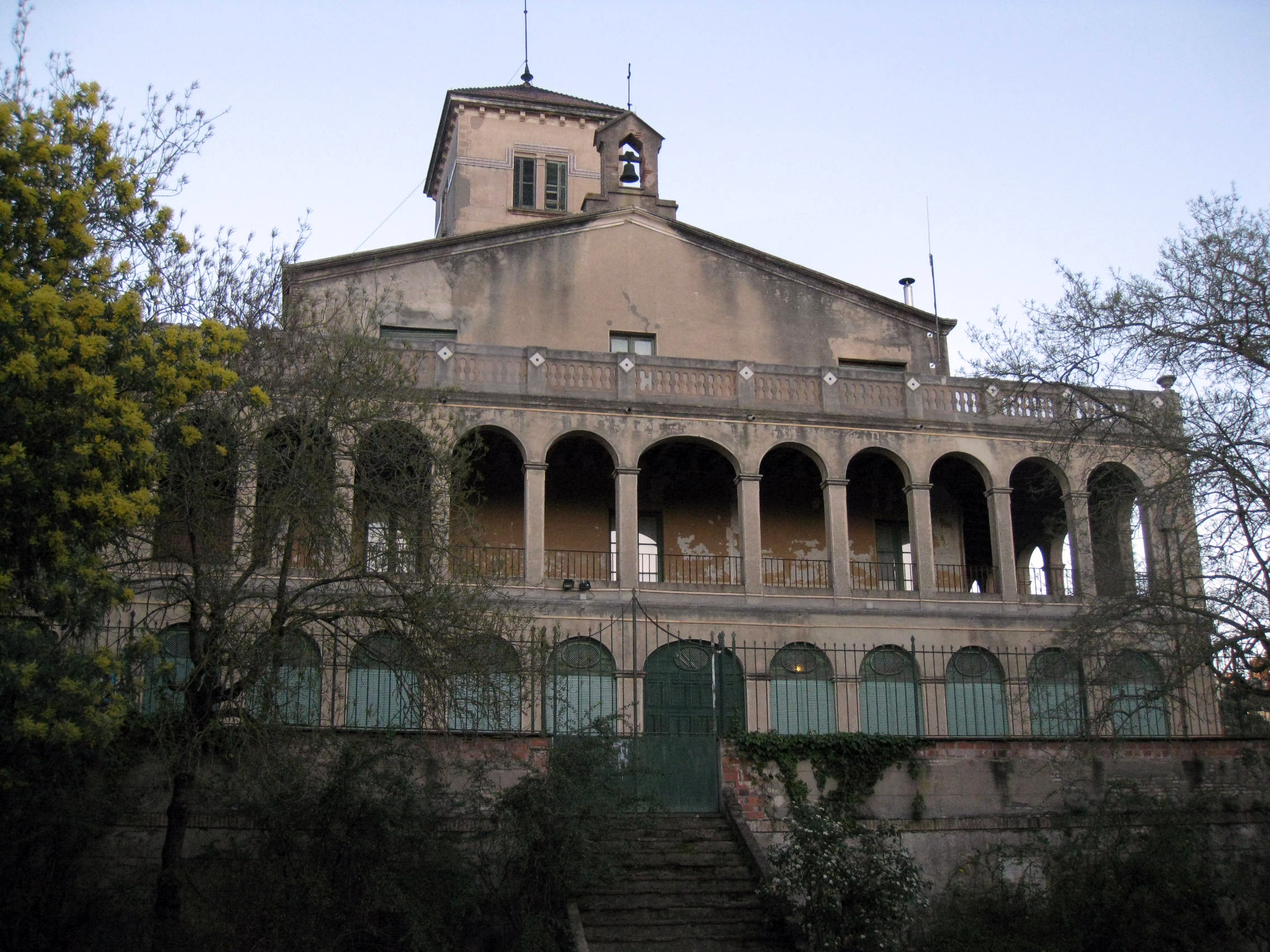
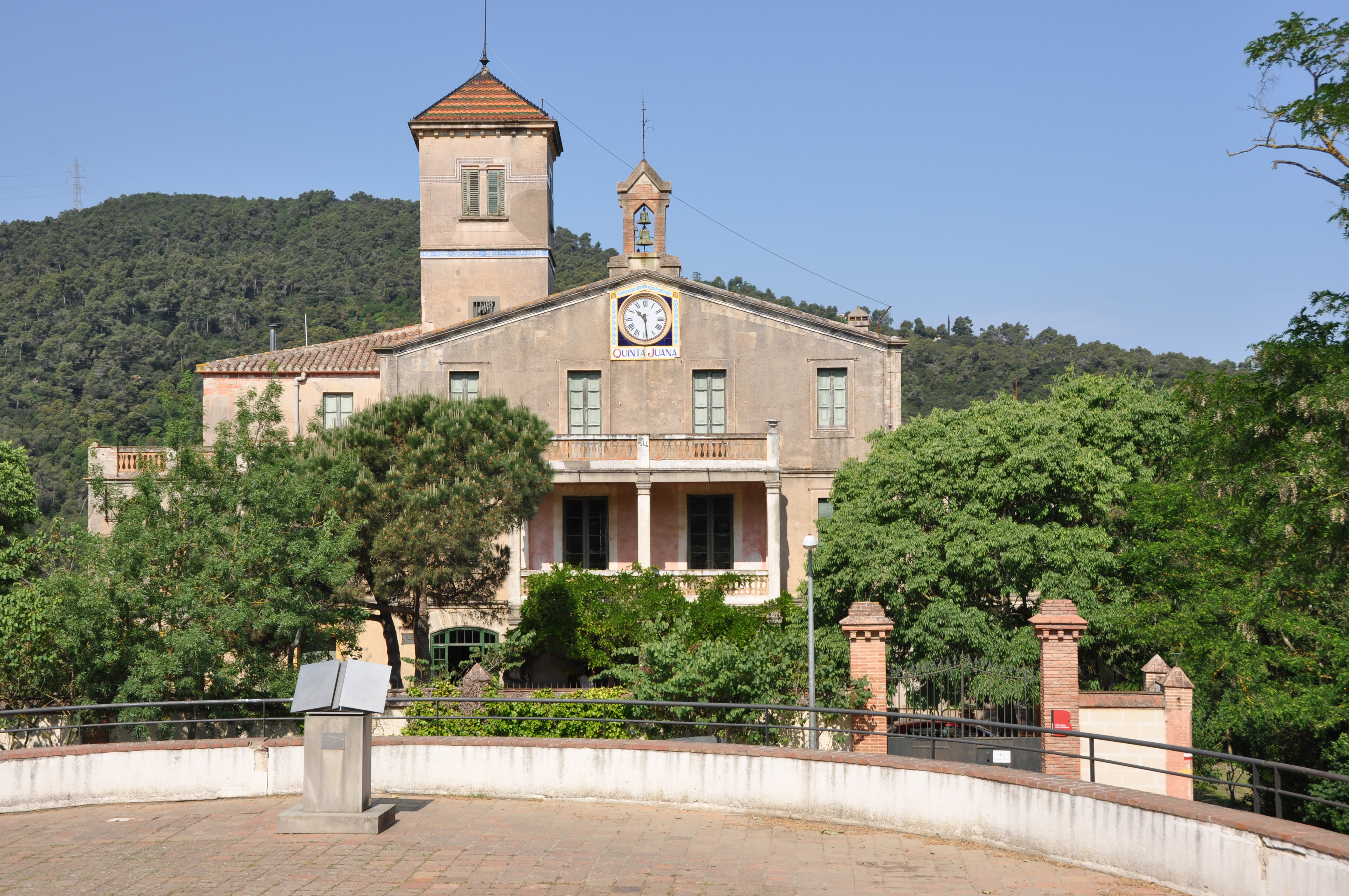